# Bowbells, Dakota de Nord
Bowbells este sediul comitatului Burke (conform originalului din engleză, Burke County), unul din cele 53 de comitate ale statului american Dakota de Nord. Populația fusese de 336 de locuitori la recensământul din 2010. Bowbells a fost fondat în 1898.